# アリオラジャパン
アリオラジャパン（Ariola Japan）は、ソニー・ミュージックレーベルズの社内レコードレーベル。

## 概要
2009年6月1日、BMG JAPANの国内制作部門のレーベルとして発足。2009年10月1日にアリオラジャパンが新設分割により設立され、BMG JAPANの事業を継承。規格品番が「BV」から始まる理由はその名残である（BV = BMG Victorの略）。
アリオラの名称は1958年にドイツに本社をおくベルテルスマン（独BMG社の元親会社）が設立したアリオラ・レコードに由来する。日本では1975年に日本ビクター（現・JVCケンウッド）とビクター音楽産業（現・ビクターエンタテインメント〈二代目〉）、そして米国RCA社（現・仏ヴァンティヴァ社）の合弁で出資した米国RCAレコード（現・米国ソニー・ミュージックエンタテインメント）の日本法人『RVC株式会社』まで歴史を遡る。ベルテルスマンは1979年にアリスタ・レコード、1986年にRCAレコード/RVCを買収し、アリオラはBMG（Bertelsmann Music Group）内のレーベルになる。日本では子会社であるBMGジャパン（買収した当時はBMGビクター）が同レーベル音源を扱っていた。1998年夏にRCAアリオラジャパンとアリスタジャパンという名の邦楽レーベルが存在していたことがある。
以上の経緯からSME傘下の会社であるが、かつてはBMG時代の流れでmora以外の音楽配信サービス（iTunes Store、MUSICOなど）にも参加している異色の会社となっていた（現在はSMEグループ全体が各音楽配信サービスでの配信を提供している）。SME傘下となったことで楽曲のタイアップの幅が広がり、SMEの関わるアニメ等に起用されている。
近藤真彦の大ヒットにより知名度を上げプロデューサーの小杉理宇造が活躍する。初期の山下達郎・竹内まりや・B'z・大事MANブラザーズバンド・福山雅治、西城秀樹、藤圭子、EPO、角松敏生、中期の稲垣潤一、後期のオフコース・聖飢魔II・平井堅、ソロ活動開始後の小田和正・岡村孝子、辛島美登里、小林明子、永井真理子、松たか子、MISIA、ザ・クロマニヨンズ、OKAMTO' S、アップフロントワークス移籍前のシャ乱Q、ブラックビスケッツ、キンモクセイ、男闘呼組、B.B.クィーンズ「おどるポンポコリン」、加山雄三・谷村新司「サライ」、内山田洋とクール・ファイブに代表される演歌・歌謡曲系統歌手、その他アイドル系統歌手など、RVC・BMG・ファンハウス・ゾンバの各時代等に在籍していたアーティストの楽曲原盤権を所持している。

## 沿革
- 2008年10月 - BMG JAPANがソニー・ミュージックエンタテインメントの傘下に入る[3]。
- 2009年
  - 6月 - BMG JAPANが国内制作部門と洋楽部門に分立[4]。
  - 10月 - 株式会社アリオラジャパン（Ariola Japan Inc.）発足、洋楽部門（RCA/JIVEグループ）はソニー・ミュージックジャパンインターナショナルへ営業譲渡され、BMG JAPANはソニー・ミュージックエンタテインメントに吸収合併され解散[5]。
- 2014年4月1日 - SMEJグループの再編によりソニー・ミュージックレコーズを存続会社とし、レーベルビジネスグループの7社を吸収合併、ソニー・ミュージックレーベルズ（以下SML）が発足[6]。法人としてのアリオラジャパンは解散し、以後はSMLのレーベルとして機能する事となった。

## 所属アーティスト/グループ
- 旧日本ビクター → ビクター音楽産業のRCAビクター時代、およびRVC時代、BMG時代、ファンハウス時代、ゾンバ時代等からの年数も含む

### Ariola Japan
メインレーベル
- 浅井健一（2006年 - ）
  - SHERBETS（2007年 - 2018年）
  - 浅井健一&THE INTERCHANGE KILLS（2017年 - ）
- EXIT（2021年 - ）
- OH MY GIRL（2018年 - ）
  - OH MY GIRL BANHANA（2018年 - ）
- OKAMOTO'S（2010年 - ）
- 川口レイジ（2019年 - ）
- PERIMETRON
  - King Gnu（2019年 - ）
  - MILLENNIUM PARADE（2019年 - ）
- Qyoto（2017年 - ）※音楽制作はB ZONE
- Kep1er（2022年 - ）
- コアラモード.（2015年 - ）
- 聖飢魔II（2015年 - ） - デビュー30周年、30周年記念ベスト・アルバムや旧譜アルバム復刻盤のリリースに合わせて復帰
  - デーモン閣下（2017年 - ）
- ZEROBASEONE（2024年 - ）
- Damian Hamada's Creatures（2020年 - ）
- CHEHON（2007年 - ）
- NU'EST（2014年 - ）
- はてな（2020年 - ）
- 遥海（2020年 - ）
- 平井堅（2013年 - ） - SME傘下のデフスターレコーズより移籍[7]
- BREIMEN（2024年 - ）
- Brainchild's（2018年 - ）
- 松たか子（2006年 - ） - BMG JAPAN → ユニバーサルミュージックから復帰
- ましまろ（2015年 - ）
- MISIA（2009年 - ）
- 三阪咲（2021年 - ）
- 優里（2020年 - ）
- 離婚伝説（2024年 - ）
- IVE（2023年 - ） - SME傘下のキューンミュージックより移籍[8]

### iDEAK
角松敏生のプライベートレーベル。1996年発足。
- 角松敏生（1981年 - ）

### Little Tokyo
小田和正のプライベートレーベル。1989年発足。規格品番はファンハウス（FUN HOUSE）の「FH」。
- 小田和正（1986年 - ）

### Rhythmedia Tribe
Rhythmedia Tribeは、Rhythmedia所属アーティスト専用レーベル。元々はMISIAのエイベックス移籍時、エイベックス傘下のレーベルとして2002年に設立されたが2007年に古巣復帰によりBMG JAPAN（当時）へ移行された。
- MISIA（1998年 - 2001年、2007年 - ）

### HAPPY SONG RECORDS
ザ・クロマニヨンズのプライベートレーベル（ザ・ハイロウズとして2004年6月発売のシングル『荒野はるかに/ズートロ』より所属）。
- ザ・クロマニヨンズ（2006年 - ）
  - 甲本ヒロト（2006年 - ）
  - 真島昌利（2006年 - ）
    - ブギ連（2019年 - ）

### バイタリティレコード
原盤制作、マネージメントを担当。
- e-sound speaker（2004年 - 2006年）
- たむらぱん（2003年 - 2005年） - 所属レコード会社は日本コロムビア。
- 清竜人・清竜人25 - 所属レコード会社はトイズファクトリー。

## 旧所属アーティスト
2009年10月1日以降。それ以前はBMGジャパン参照。
- AISHA（2010年 - 2012年）
- AZU（2007年 - 2017年）
- 中孝介（2013年 - 2015年）
- 綾野ましろ（2014年 - 2016年） - 2017年よりSACRA MUSICへ移籍
- NGT48（2017年 - 2020年） - ユニバーサルミュージックへ移籍
- MCU（2004年 - 2010年）
- カサリンチュ（2012年 - 2013年）
- 梶浦由記（2010年）
- Crossfaith（2014年 - 2017年） - ソニー・ミュージックレコーズへ移籍
- GO!GO!7188（2007年 - 2009年） - ビクターエンタテインメントへ移籍
- 近藤晃央（2013年 - 2018年） - 2013年9月発売のシングル「あい」より、SME傘下のデフスターレコーズより移動
- 崎本大海（2010年 - 2012年）
- Swimy（2016年 - 2018年）
- SEAMO（2005年 - 2011年、2019年） - ユニバーサルミュージックからBACKGROUND PRODUCTIONへ移籍していたが、2019年、デビュー15周年アルバムのリリースに合わせて復帰
- Zeebra（2010年 - 2014年）
- Serena（2013年 - 2015年）
- DAD MOM GOD（2011年）
- 2AM（2011年 - 2013年） - エピックレコードへ移籍
- 2PM（2010年 - 2014年） - エピックレコードへ移籍
- DEEN（2009年 - 2013年） - エピックレコードへ移籍
- 電波少女（2017年 - 2020年）
- BUCK-TICK（2000年 - 2010年）
- VANILLASKY(加賀爪タッド)（2010年）
- 福耳（2002年 - 2012年）
- fumika（2011年 - 2013年） - よしもとミュージックへ移籍
- BLiSTAR（2009年）
- THE BOYZ（2019年 - 2022年） - ユニバーサルミュージックへ移籍
- MAKAI（2010年）
- 米倉千尋（2011年）
- Rake（2010年 - 2013年） - エピックレコードへ移籍
- LADY BiRD（2009年 - 2010年）
- PIGGS（2022年 - 2024年）
- さユり（2015年 - 2024年）

### オーガスタレコード
オフィスオーガスタ所属アーティスト専用レーベル。規格品番はオーガスタ（Augusta）の「AU」。2017年初頭にオフィスオーガスタがユニバーサルミュージックの傘下になったのに伴い、2017年3月を以てユニバーサルミュージック内にレーベルごと移管。
2018年1月3日に一部シングルとアルバムの旧譜51タイトルがユニバーサルミュージックから再発売されたが、映像作品は含まれておらず入手困難となっている。なおオーガスタレコードから発売されたkōkuaの「Progress」は、原盤権がオフィスオーガスタからアリオラジャパンへ移管された為、現在もアリオラジャパンのカタログとして残されている。
以下特記のない限り、ユニバーサルミュージックへ移籍。
- 杏子（2003年 - ）
- さかいゆう（2009年 - ）
- スガシカオ（2003年 - 2011年） - ビクターエンタテインメント内SPEEDSTAR RECORDSへ移籍
  - kōkua（2006年） - 2016年にビクターエンタテインメント内SPEEDSTAR RECORDSへ移籍
- スキマスイッチ（2003年 - ）
  - 大橋卓弥（2008年 - ）
- 秦基博（2006年 - ）
- 元ちとせ（2011年 - ） - エピックレコードに所属していたが、オーガスタレコードがソニー系レーベルになった後の2011年に移動。
- BARBEE BOYS（2009年 - ） - ライブDVD2作品のみ発売されているが、オーガスタのレーベルロゴはついていない。

## サウンドトラック
| 発売日         | タイトル                                                              | 規格品番 |
| -------------- | --------------------------------------------------------------------- | -------- |
| 2009年10月07日 | ヴィヨンの妻 〜桜桃とタンポポ〜 オリジナル・サウンドトラック          | BVCL-29  |
| 2009年12月16日 | NHK教育テレビ アニメ「獣の奏者 エリン」オリジナル・サウンドトラック 2 | BVCL-52  |
| 2009年12月09日 | 「大怪獣バトル ウルトラ銀河伝説 THE MOVIE」Original Sound Track       | BVCL-59  |
| 2010年03月03日 | 映画「スイートリトルライズ」オリジナル・サウンドトラック              | BVCL-86  |
| 2010年09月15日 | BECK THE MOVIE Soundtrack                                             | BVCL-133 |
| 2010年12月22日 | ドラマ「もやしもん」オリジナル・サウンドトラック                      | BVCL-162 |
| 2011年09月28日 | はやぶさ/HAYABUSA ORIGINAL SOUNDTRACK                                 | BVCL-260 |
| 2011年12月14日 | friends もののけ島のナキ オリジナル・サウンドトラック                 | BVCL-291 |
| 2014年11月26日 | NHKドラマ10「さよなら私」 オリジナル・サウンドトラック                | BVCL-622 |
| 2015年12月09日 | さらば あぶない刑事 オリジナル・サウンドトラック                      | BVCL-689 |

## コンピレーション・アルバム
| 発売日         | タイトル                                                                    | 規格品番          |
| -------------- | --------------------------------------------------------------------------- | ----------------- |
| 2009年09月30日 | モンハン音楽部 〜MONSTER HUNTER 5th Anniversary〜                           | BVCL-26           |
| 2009年12月09日 | THIS IS FOR YOU〜THE YELLOW MONKEY TRIBUTE ALBUM                            | BVCL-50           |
| 2009年12月16日 | 冬ノうた                                                                    | AUCL-20007        |
| 2010年02月10日 | RESPECT!!! THE BLUE HEARTS -A Reggae Tribute to THE BLUE HEARTS-            | BVCL-53           |
| 2010年03月03日 | ありがとうのうた                                                            | BVCL-78           |
| 2010年04月07日 | Re:MUSIC!! -JAPANESE SAMPLING CLASSICS-                                     | BVCL-82           |
| 2010年05月26日 | SPIRITS 30 ビッグコミックスピリッツ創刊30周年記念 TV & Movie テーマソング集 | BVCL-97           |
| 2010年07月28日 | 熱闘甲子園のうた 〜夏の高校野球応援ソング                                   | BVCL-115          |
| 2010年12月01日 | ロマンチスト〜THE STALIN・遠藤ミチロウTribute Album〜                       | BVCL-148          |
| 2011年01月26日 | ぜんぶ恋がかなう歌 〜歌詞伝説〜                                             | BVCL-170          |
| 2011年07月27日 | 情熱大陸 LIVE BEST                                                          | BVCL-231          |
| 2011年12月21日 | 言葉にできない〜小田和正ベストカバーズ〜                                    | BVCL-297          |
| 2012年02月22日 | カノジョは嘘を愛しすぎてる MIX TAPE VOL,1                                   | BVCL-214          |
| 2012年03月07日 | KOBE COLLECTION×TOKYO RUNWAY The BEST                                       | BVCL-314 BVCL-316 |
| 2012年08月22日 | Some Love 愛の唄                                                            | BVCL-417          |
| 2014年04月16日 | 島田印 -島田昌典ワークス・ヒットコレクション-                               | BVCL-588          |
| 2014年04月23日 | MOTHER 〜感謝〜                                                             | BVCL-589          |
| 2015年03月04日 | 龍が如く0 〜80's Hits!Collection〜                                          | BVCL-632 BVCL-633 |